# Spalaj się!
Spalaj się! – drugi solowy album Kazika, wydany w 1993. Jego stylistyka – rap i samplowany podkład pozostała zbliżona do pierwszej płyty Kazika – Spalam się (1991). Jako wydawcę Kazik wybrał mało znaną firmę fonograficzną Eska.
Po nagraniu Spalaj się zrezygnował z pomocy dodatkowych muzyków oraz kompozytora, Jacka Kufirskiego, i następną solową płytę, Oddalenie, nagrał już samodzielnie.
Z płyty pochodził utwór „100 000 000”, którego refren Wałęsa, dawaj moje sto milionów!, był nawiązaniem do obietnic Lecha Wałęsy w wyborach prezydenckich w 1990. Przez lata Kazik opowiadał, że jego genezą była zasłyszana przez niego rozmowa robotników, jednak później przyznał, że tę historię wymyślił. Po występie Kazika na festiwalu w Sopocie utwór komentował w wywiadach telewizyjnych sam prezydent, twierdząc: Śpiewa piosenkarz, że: »Wałęsa oddaj sto milionów«. Ja chciałem dać! Chcę! Tylko, że oni mi nie pozwalają, a ja nie mogę, bo ja nie mam mocy wykonawczej. Ale to niech ten piosenkarz, który uważa, że on jest inteligentniejszy, to niech pomyśli, że to nie ja. Tylko niech on ostatnią zwrotkę zaśpiewa: »Pomóżmy Wałęsie zrealizować to«, »Pomóżmy Wałęsie lepiej to zrobić, mądrzej«.

## Lista utworów
1. „Intro”
2. „Jeden przykład fortuny z rodzimego kraju”
3. „100 000 000”
4. „Na mojej ulicy”
5. „Upał”
6. „Telefon”
7. „Radio”MC
8. „Nie ma szans dla nas”
9. „Ostatni pociąg podmiejski”
10. „Kobieta wyzwolona”
11. „Spalaj się”
12. „Wampir z Bytomia”
13. „Sąsiedzi”
14. „Pocztówka z Chorwacji”
15. „Piosenka egzystencjonalna”MC
16. „5 lat (wersja wydłużona)”
17. „Odrzuć to”
18. „Moja wiara”
19. „Historia się lubi powtarzać”

MC – tylko na Eska 2 MC
Utwór „Spalaj się” w wydaniu CD był dłuższy i uzupełniony o fragmenty wypowiedzi polskich polityków.

## Muzycy
- Kazik Staszewski – śpiew, sampler
- Jacek Kufirski – instrumenty klawiszowe, sampler, gitara, śpiew
- Piotr „Shpenyagah” Strembicki – śpiew, gitara basowa, instrumenty klawiszowe, sequencer
- Tomesz Bielecki – harmonijka ustna
- Paweł Betley – pianino
- Adam Burzyński – gitara
- Ula Kozik – śpiew
- Romuald Kunikowski – instrumenty klawiszowe
- Tomasz Lewandowski – fagot
- Andrzej Szulik – gitara

słowa: Kazik Staszewski

muzyka: Jacek Kufirski, oprócz:
- 1. muzyka: Romuald Kunikowski
- 2. muzyka: Kazik Staszewski
- 13. muzyka: Jacek Kufirski i Piotr Strembicki
- 14. muzyka: Kazik Staszewski, Jacek Kufirski i Piotr Strembicki
- 17. muzyka: Jacek Kufirski i Piotr Strembicki